# Peristylus ovariophorus
Peristylus ovariophorus är en orkidéart som först beskrevs av Rudolf Schlechter, och fick sitt nu gällande namn av Cedric Errol Carr. Peristylus ovariophorus ingår i släktet Peristylus och familjen orkidéer. Inga underarter finns listade i Catalogue of Life.